# 関牧翁
関牧翁（せき ぼくおう、1903年（明治36年）4月15日 - 1991年（平成3年）2月13日）は、日本臨済宗の僧侶。
臨済宗天龍寺派管長。天龍寺二百四十一世。俗姓は岩井のち関。諱は巍宗。号は叱咤室また集瑞軒。天龍寺規則・宗制の改正を断行し、自由奔放な禅者として知られた。主な弟子には大森曹玄、加藤隆芳、平田精耕、荒金天倫がいる。

## 経歴
- 群馬県甘楽郡下仁田町出身。慶応義塾大学中退。武者小路実篤の提唱した「新しき村」の思想に感化され、伊吹山麗の「愛の村」で青年を指導。
- 昭和3年（1928年）岐阜県瑞巌寺の岡部洪宗和尚について得度。
- 昭和5年（1930年）、嵯峨野天竜僧堂に掛搭、関精拙から法を継ぎ、養子となる。
- 昭和14年（1939年）天竜僧堂師家。等持院住職を兼ねる。
- 昭和21年（1946年）天竜寺派8代管長に就任。
- 平成3年（1991年）、2月23日に87歳で寂。

## 生涯

### 出生から武者小路実篤の新しき村運動まで
関牧翁は1903年(明治36年)4月15日に群馬県甘楽郡下仁田町で生まれる。慶応義塾大学医学部入学したが、在学中に作家であり文化人である武者小路実篤が提唱した人導主義運動に共鳴したため、学業半ばにして岐阜県の伊吹山の山中に入った。そこで武者小路実篤がすすめる「新しき村」の思想と同じくする「愛の村」での開拓生活に、身を投じたのである。

### 瑞巌寺　岡部洪宗和尚との出会い
自らの意志で、奥まった山裾にある岐阜県にある臨済宗妙心寺派瑞巌寺に身を寄せ、その瑞巌寺に修行に入ったのは、関牧翁が二十四歳の春だった。瑞巌寺は、その「愛の村」よりさらに六キロほど山奥にあり、岡部洪宗和尚が住していた。岡部洪宗は肉食妻帯せず、生活は枯淡だが無類の酒好きであり、詩一篇を作りたいがために出家したと話すなど、一風変わった和尚であった。そしてその岡部洪宗との出会いが関牧翁にとっては仏縁のきっかけとなったのである。
そして瑞巌寺での小僧生活を経たあと、1928年(昭和3年)、岡部洪宗和尚について剃髪得度した。岡部和尚の一字をいただいて「宗巍」と名付けられた。

### 天授僧堂掛搭と瑞巌寺での静養
そして、1928年(昭和3年)には瑞巌寺の本山妙心寺の専門道場である天授僧堂に掛搭した。坐禅と作務の求道の日々。僅か一年足らずで体重は激減し、運悪くして関牧翁は健康を損なってしまった。1929年(昭和4年)仕方なく瑞巌寺に帰坊することとなった。瑞巌寺で静養を一年し、健康を取り戻した関牧翁は、京都へ再度修行に出ることにした。

### 天龍僧堂掛搭と関精拙老師との出会い
そして1930年(昭和5年)、今回は天龍僧堂に掛搭するのであった。関精拙老師の門を叩いた。当初は二年ほどだけ留錫するつもりだったのが、天龍寺に終生とどまることになってしまうのである。老師の侍者として左右に仕えるうちに、関精拙老師の真髄に触れ得たからである。その後関精拙老師の法嗣となり、また養子縁組をして養子となった。

### 天龍僧堂師家　管長そして　遷化
1939年(昭和14年)7月に天龍僧堂師家(1939-1971)に就任し、同時に等持院住職を兼任。牧翁の名は、師匠に代って僧堂師家を拝命した時に授けられた。そして「弟子を育てよ」という師匠の重戒を体し、その後は弟子の育成に心血を注いだという。1946年(昭和21年)天龍寺派管長(1946-1991)に就任に就任する。そして1971年(昭和46年)には僧堂師家を弟子の平田精耕に譲って、管長職に専念する。1991年(平成3年)、2月23日に遷化。世寿89。

## 著書
- 「魔禅」春秋社 1964年
- 『ズバリ悟れる』サンケイ新聞出版局　1965　ヒット・ブックス
- 『長たる心』毎日新聞社　1970　日本の心シリーズ
- 『牧翁禅話』春秋社　1970
- 「男子百勝」毎日新聞社 1973年
- 「禅の話」毎日新聞社 1974年
- 「悟る」毎日新聞社 1981

共著
- 『古寺巡礼京都 4　天竜寺』水上勉共著 淡交社　1976

## 法嗣弟子
- 平田精耕　（1924-2008　臨済宗天龍寺派管長）
- 荒金天倫　（1920-1990　臨済宗方広寺派管長）
- 加藤隆芳　（1915-1992　臨済宗妙心寺派瑞巌僧堂師家）
- 大森曹玄　（1904-1994　花園大学学長）